# Talsperre Prada
Die Talsperre Prada (spanisch Presa de Prada) ist eine Talsperre mit Wasserkraftwerk in der Gemeinde La Vega, Provinz Ourense, Spanien. Sie staut den Río Jares zu einem Stausee auf. Die Talsperre dient der Stromerzeugung. Sie wurde von 1955 bis 1958 errichtet; die offizielle Einweihung erfolgte am 15. September 1961 durch Franco. Die Talsperre und das zugehörige Kraftwerk sind im Besitz von Endesa Generacion S.A. und werden auch von Endesa betrieben.

## Absperrbauwerk

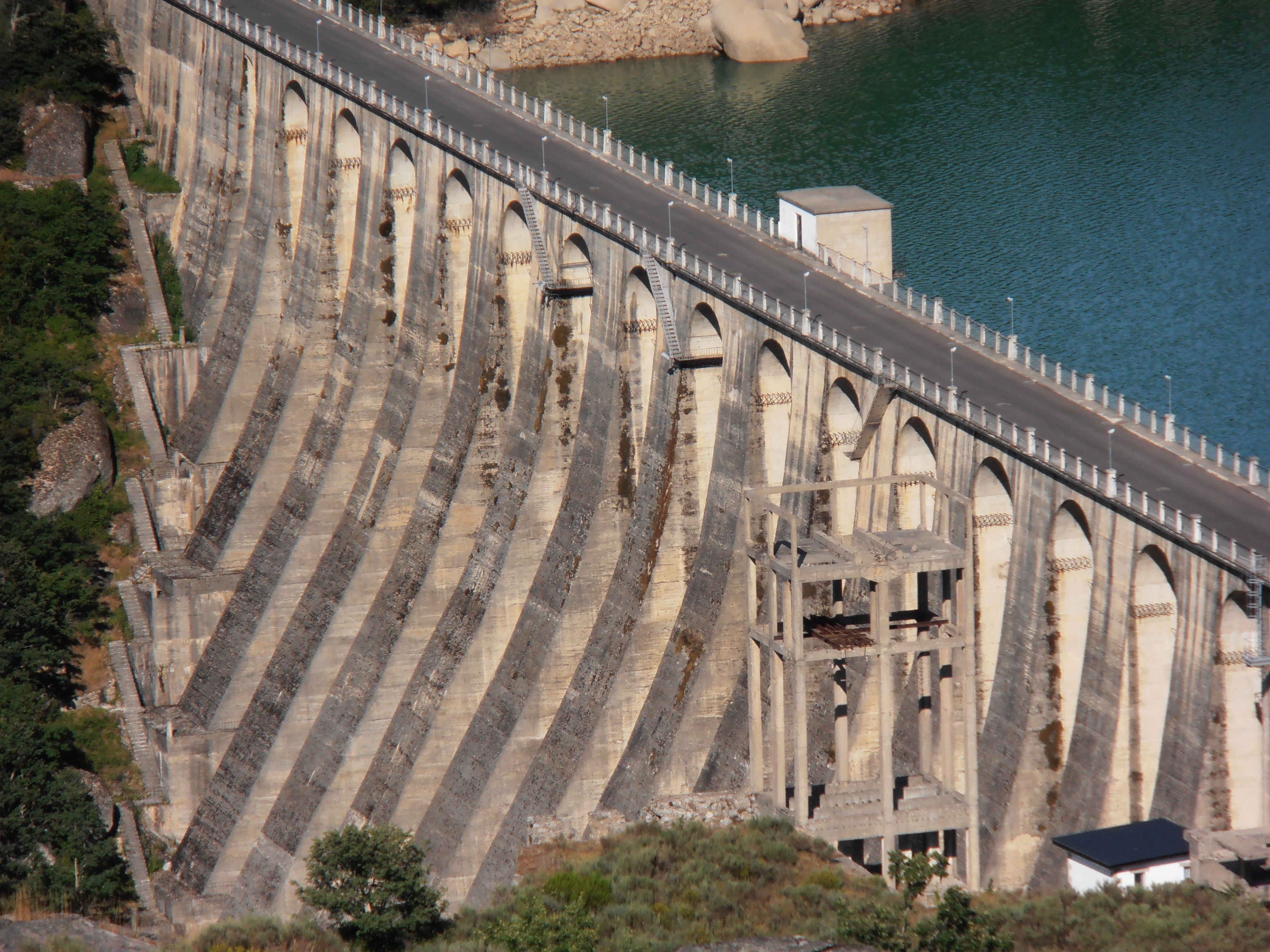

Das Absperrbauwerk ist eine Pfeilerstaumauer aus Beton mit einer Höhe von 85 m über der Gründungssohle. Die Mauerkrone liegt auf einer Höhe von 847 m über dem Meeresspiegel. Die Länge der Mauerkrone beträgt 280 m. Das Volumen beträgt 180.000 m³.
Die Staumauer verfügt sowohl über einen Grundablass als auch über eine Hochwasserentlastung. Über den Grundablass können maximal 75 m³/s abgeleitet werden, über die Hochwasserentlastung maximal 800 m³/s. Das Bemessungshochwasser liegt bei 800 m³/s.
Die Hochwasserentlastung befindet sich auf der linken Seite der Staumauer und besteht aus zwei Segmentwehren (Breite 15 m, Höhe 5,5 m) sowie den beiden zugehörigen Schussrinnen.

## Stausee
Beim normalen Stauziel von 845 m (minimales Stauziel von 788 m) erstreckt sich der Stausee über eine Fläche von rund 6,05 (bzw. 6,06) km² und fasst 122 Mio. m³ Wasser; davon können 122 Mio. m³ genutzt werden.

## Kraftwerk
Das Maschinenhaus des Kraftwerks  (⊙) befindet sich ungefähr 2 km nördlich der Talsperre. Von der rechten Seite der Talsperre geht zunächst ein 1,6 km langer Tunnel (Durchmesser 3 m) zu einem Wasserschloss. Von hier führt dann eine 627 m lange Druckrohrleitung (Durchmesser 2,5 m) zum Maschinenhaus.
Das Kraftwerk ging 1958 in Betrieb; seine installierte Leistung wird mit 66 (bzw. 66,4 oder 70,7) MW angegeben. Die durchschnittliche Jahreserzeugung liegt bei 128 (bzw. 156) Mio. kWh.
Es sind zwei Francis-Turbinen mit vertikaler Welle installiert, die jeweils maximal 33,2 (bzw. 35,5) MW leisten; jeder der zugehörigen Generatoren leistet 41,5 MVA. Die Nenndrehzahl der Turbinen liegt bei 600 Umdrehungen pro Minute. In der Schaltanlage wird die Generatorspannung von 11 kV mittels Leistungstransformatoren auf 220 kV hochgespannt.
Die maximale Fallhöhe beträgt 320 m, die minimale Fallhöhe liegt bei 263 m. Der Durchfluss liegt bei 12 m³/s je Turbine.